# Préchacq-Josbaig
Préchacq-Josbaig (okzitanisch Preishac de Geusvath) ist eine französische Gemeinde mit 295 Einwohnern (Stand 1. Januar 2022) im Département Pyrénées-Atlantiques in der Region Nouvelle-Aquitaine (vor 2016: Aquitanien). Sie gehört zum Arrondissement Oloron-Sainte-Marie und zum Kanton Oloron-Sainte-Marie-1 (bis 2015: Kanton Navarrenx).

## Geographie
Préchacq-Josbaig liegt ca. 15 km nordwestlich von Oloron-Sainte-Marie im Josbaig-Tal in der historischen Provinz Béarn.
Umgeben wird der Ort von den Nachbargemeinden:
| Gurs                   | Dognen Préchacq-Navarrenx                   | Saucède |
| L’Hôpital-Saint-Blaise | Kompassrose, die auf Nachbargemeinden zeigt | Aren    |
| Barcus                 | Geüs-d’Oloron                               |         |

Préchacq-Josbaig liegt im Einzugsgebiet des Flusses Adour am linken Ufer des Gave d’Oloron, einem Nebenfluss des Gave de Pau. Zuflüsse des Gave d’Oloron durchqueren das Gebiet der Gemeinde:
- der Joos,
- der Ruisseau l’Arrieu und
- der Lausset mit seinen Nebenflüssen,

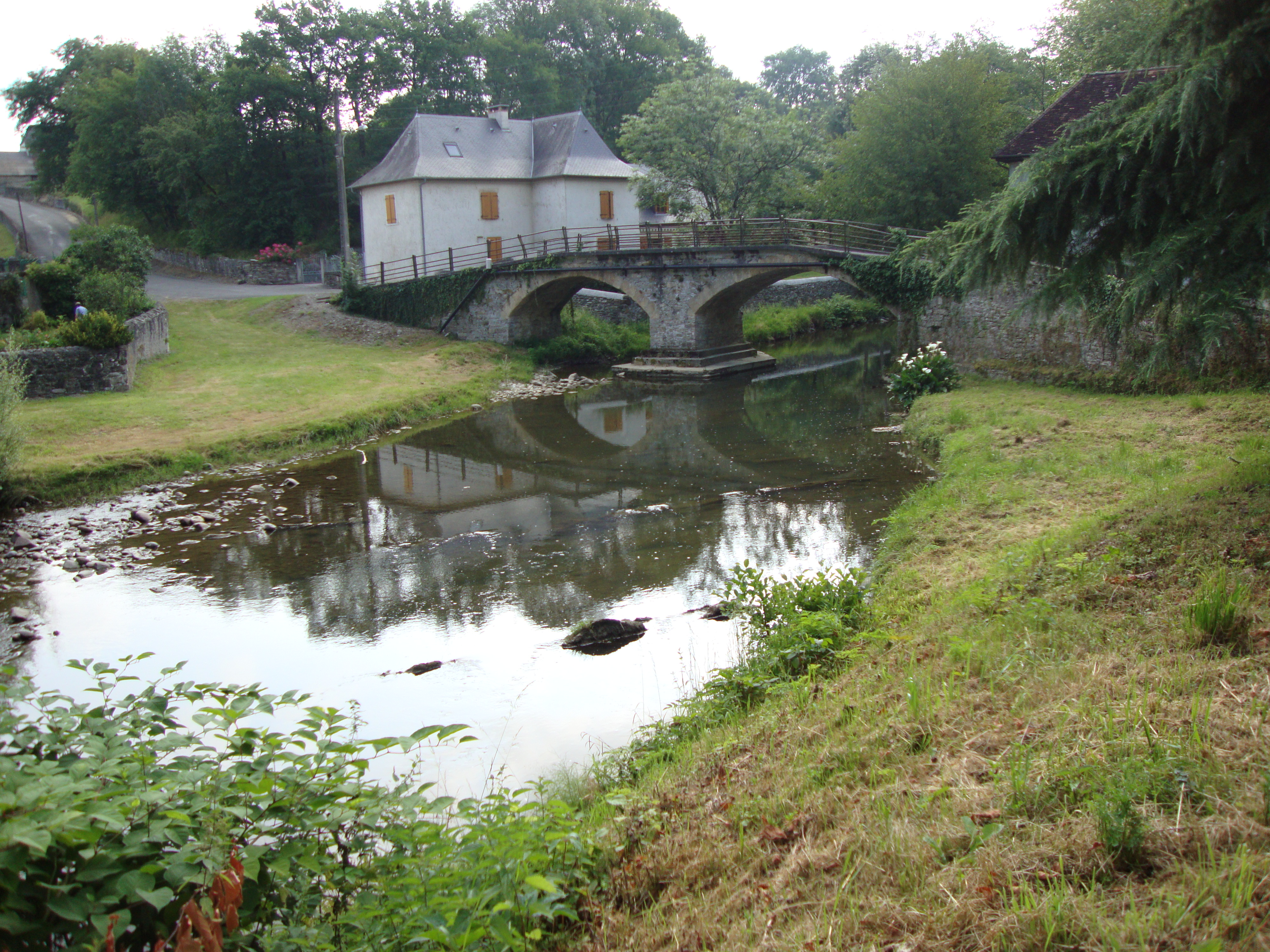
Brücke über den Joos in Préchacq-Josbaig

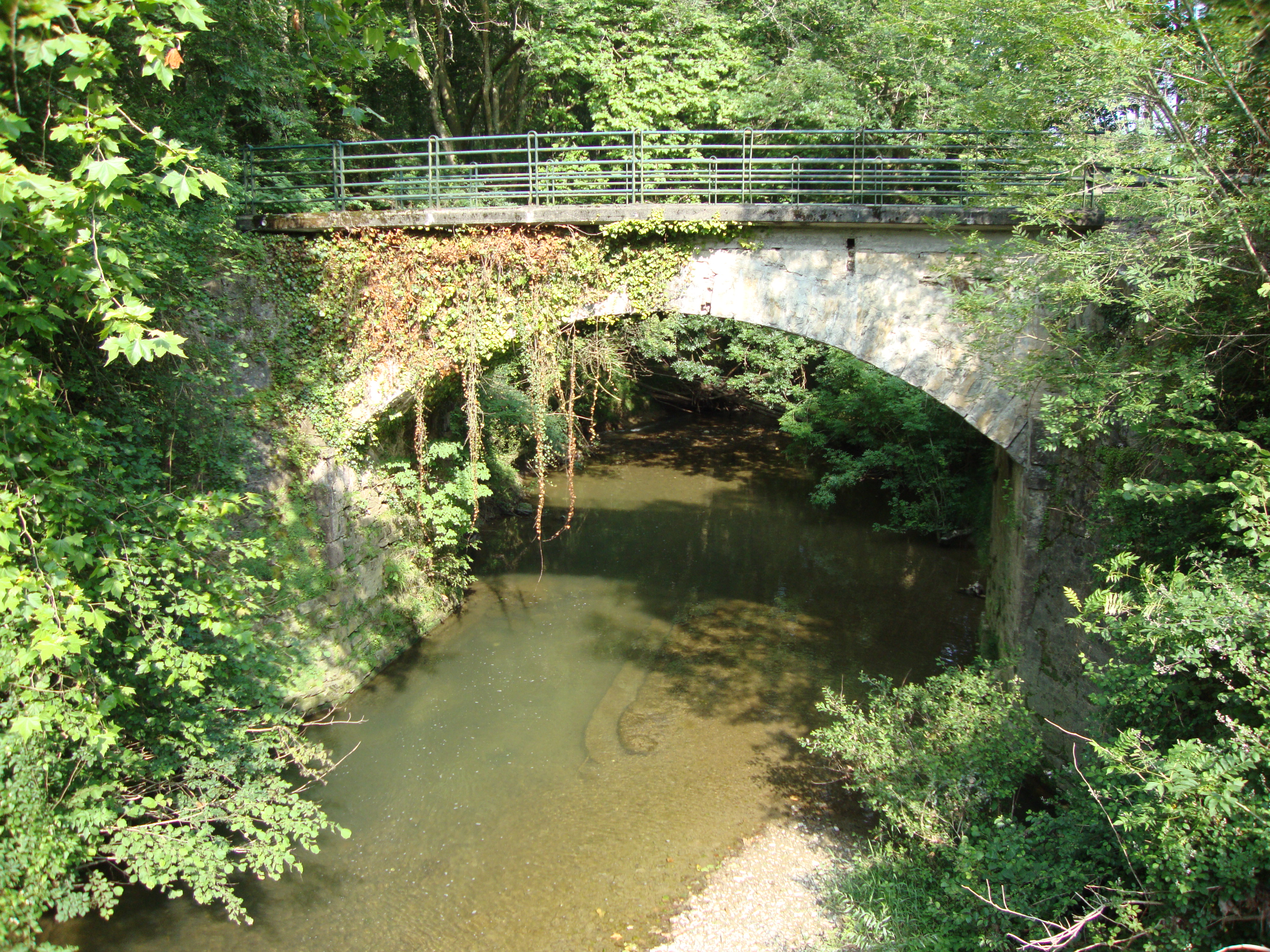
Brücke über den Lausset in Préchacq-Josbaig

  - dem Ruisseau l’Ibarle und
  - dem Ruisseau Larribau.[1]

## Geschichte
Die Gemeinde entwickelte sich auf Schwemmland, Sandstein und Kalkstein entlang der Südost/Nordwestachse des Flusses Joos. Grabstätten aus der Eisenzeit, die auf dem Gemeindegebiet gefunden wurden, lassen auf eine frühe Besiedelung des Landstrichs schließen. Die Grundherrschaft von Préchacq-Josbaig ist ab dem 10. Jahrhundert überliefert. Die Gemeinde liegt damals wie heute an einem der Pilgerwege nach Santiago de Compostela. Im Jahre 1249 wird eine Entsendung der sieben Gemeinden des Josbaigtals unter der Führung des Grundherrn gegen den Bischof von Oloron verteidigt. Bei der Volkszählung des Béarn im Jahre 1385 wurden in Préchacq-Josbaig 30 Haushalte gezählt, und das Dorf gehörte zur Bailliage von Oloron. Ein Laienkloster, Vasall des Vicomtes von Béarn, ist überliefert. In der Mitte des 17. Jahrhunderts wird die Grundherrschaft zweigeteilt. Die Besitzer besaßen ein Schloss, dessen Fundamente am Ufer des Joos gefunden wurden.
Toponyme und Erwähnungen von Préchacq-Josbaig waren:
- Prexac (11. Jahrhundert, laut Pierre de Marcas Buch Histoire de Béarn, S. 271),
- Preacum (11. Jahrhundert, Manuskriptsammlung von André Duchesne, Band 114, Blatt 80),
- Prexac-de-Yeusbag (1368, Notare aus Lucq, Blatt 32),
- Prexac-en-Jeus-Bag (1385, Volkszählung im Béarn),
- Preyxac-de-Jeusbag (1396, Notare aus Lucq),
- Prexac-dela (1572, réformation de Béarn, Manuskriptsammlung des 16. bis 18. Jahrhunderts),
- Saincte-Marie-Magdeleine de Prexach (1676, Veröffentlichungen des Bistums Oloron),
- Prexacq en Josbaig (1676, réformation de Béarn, Manuskriptsammlung des 16. bis 18. Jahrhunderts),
- Prechacq de Josbaig (1750, Karte von Cassini),
- Prechacq Josbaig (1793, Notice Communale),
- Prechacq-Yosboigt (1801, Bulletin des Lois) und
- Préchacq-Josbaig (1863, Dictionnaire topographique du département des Basses-Pyrénées).[3][4][5]

### Einwohnerentwicklung
Nach einem Höchststand der Einwohnerzahl von etwas über 500 in der Mitte des 19. Jahrhunderts reduzierte sich die Zahl bei kurzen Erholungsphasen bis zu den 1990er Jahren auf rund 240. In der Folgezeit ist ein moderates Wachstum zu verzeichnen.
| Jahr      | 1962 | 1968 | 1975 | 1982 | 1990 | 1999 | 2006 | 2009 | 2022 |
| --------- | ---- | ---- | ---- | ---- | ---- | ---- | ---- | ---- | ---- |
| Einwohner | 309  | 275  | 269  | 249  | 243  | 255  | 267  | 281  | 295  |

## Sehenswürdigkeiten

### PfarrkircheSainte-Marie-Madeleine

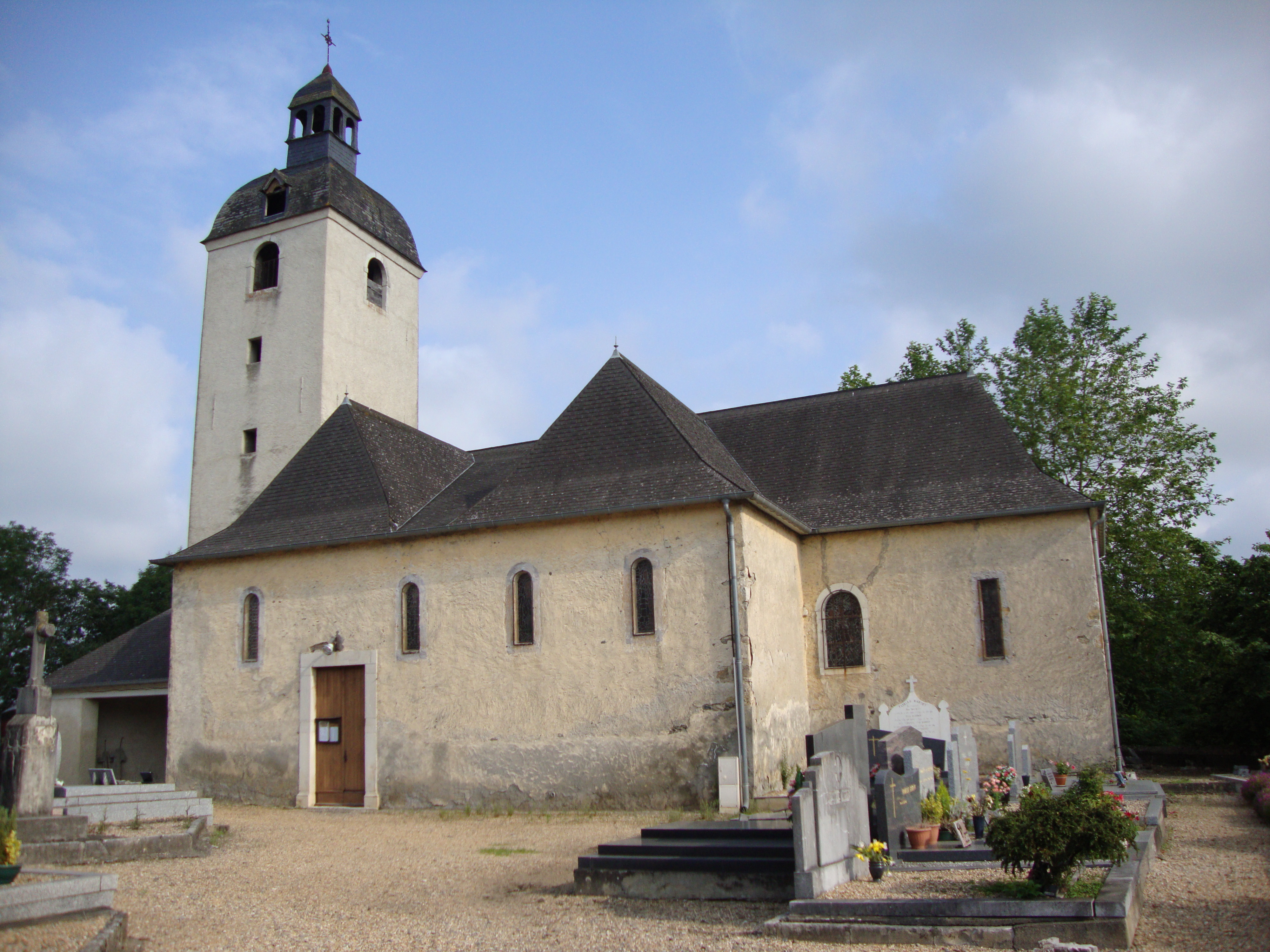
Pfarrkirche Sainte-Marie-Madeleine

Die Maria Magdalena gewidmete Pfarrkirche befindet sich außerhalb des Zentrums der Gemeinde auf einem Bergvorsprung an der Mündung des Joos in den Gave d’Oloron. Wie bei allen Pfarrkirchen des Josbaigtals gibt es nur wenige Aufzeichnungen und ihr aktueller Zustand gibt keinen Aufschluss über das Baudatum. Allerdings sind die Kirchen ähnlich aufgebaut, von relativ kleiner Größe und mit einem viereckigen Glockenturm, der bei dieser Kirche mit einer mit Schiefer gedeckten Haube mit Laterne ausgestaltet ist. Das Langhaus der Kirche bietet Platz für drei Kirchenschiffe und datiert vermutlich aus dem 18. Jahrhundert. Das Weihwasserbecken ist indessen älteren Datums und stammt möglicherweise aus dem Mittelalter.
Das Altarretabel im Chor der Kirche datiert aus der zweiten Hälfte des 18. Jahrhunderts. Es wird strukturiert von zwei Paaren von glatten Säulen, die mit herabfallenden Blumenornamenten und Bändern verziert sind. Sie tragen ein Gesims, das mit vier Cherubinenköpfen mit Blumentöpfen auf ihren Häuptern verschönert ist. Das Gemälde in der Mitte des Retabels illustriert eine Szene, bei der ein Engel das Blut Christus auffängt, umringt von Maria und dem Apostel Petrus. Eine Taube als Symbol des Heiligen Geistes schwebt über den oberen Teil des Gemäldes. Die Flügel des Retabels enden mit Darstellungen von Adlern mit ausgebreiteten Flügeln.
Vor dem Retabel befindet sich der nach unten ausweitende Tabernakel aus dem 18. Jahrhundert. Er wird durch sechs Schlangensäulen strukturiert, die fünf Felder begrenzen. Medaillons, die mit Blattwerk umsäumt sind, zeigen Christus, den  Evangelisten Johannes und Maria Magdalena bei der Beichte. Auf dem Gesims in der Mitte tragen zwei Engel Füllhörner. Die Flügel werden durch Adler geformt, die teilweise von Engeln überdeckt werden.
In einer Seitenkapelle, die dem heiligen Josef gewidmet ist, befindet sich ebenfalls ein Retabel, das vermutlich aus dem späten 17. oder frühen 18. Jahrhundert stammt. Es besteht aus weißen Schlangensäulen, die mit Weintrauben verschönert sind, die von Vögeln aufgepickt werden, von herabfallenden Rosen und von Cherubinenköpfen unterhalb des Gesimses. In der Mitte fällt der Blick auf eine Statue des heiligen Josef aus dem 19. Jahrhundert.

## Wirtschaft und Infrastruktur

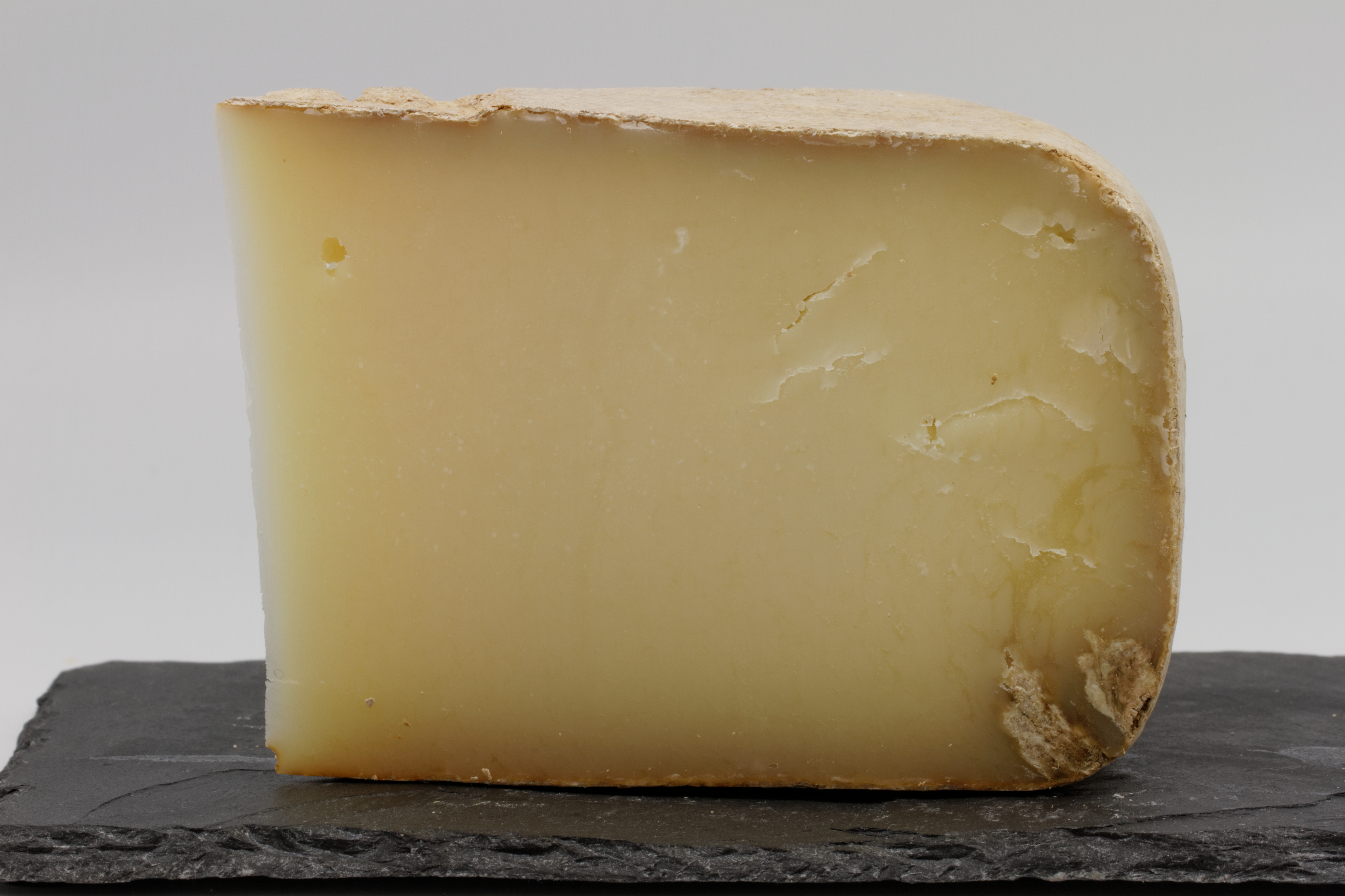
Ossau-Iraty

Préchacq-Josbaig liegt in den Zonen AOC des Ossau-Iraty, eines traditionell hergestellten Schnittkäses aus Schafmilch, sowie der Schweinerasse und des Schinkens „Kintoa“.

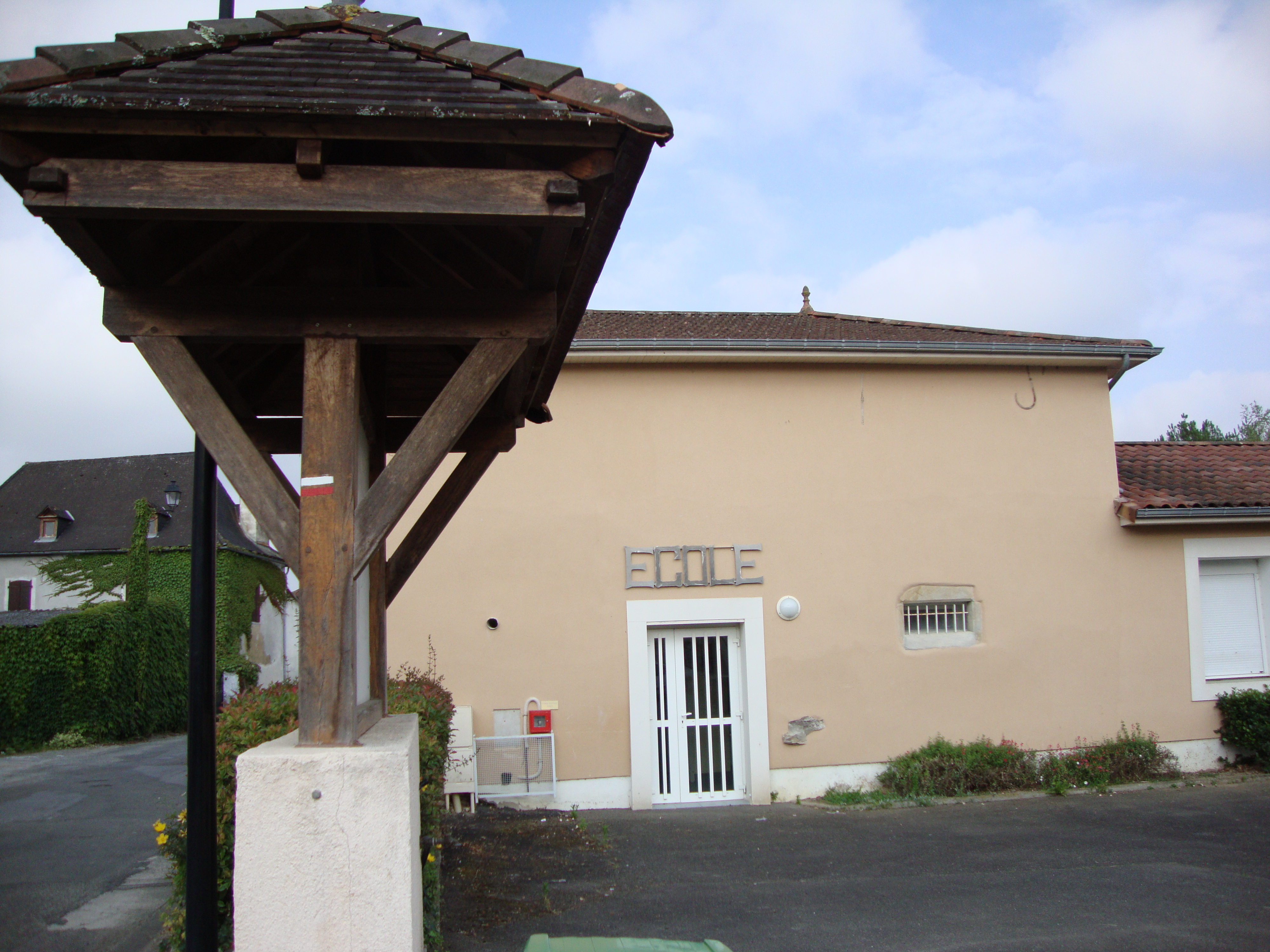
Schule in Préchacq-Josbaig

### Bildung
Die Gemeinde verfügt über eine öffentliche Grundschule mit 20 Schülerinnen und Schülern im Schuljahr 2017/2018.

### Sport und Freizeit
- Die Gemeinde verfügt über einen Rugby-Verein, dessen Herrenmannschaft im Jahre 2011 das Finale in der französischen Meisterschaft der Rugby Union der dritten Serie erreichen konnte.[15]

Logo des Jakobswegs

- Der Fernwanderweg GR 78 von Carcassonne nach Saint-Jean-Pied-de-Port führt durch das Zentrum der Gemeinde. Er folgt einem Nebenweg des Jakobswegs nach Santiago de Compostela.[16]

### Verkehr
Préchacq-Josbaig ist erreichbar über die Routes départementales 25, 135, 325, 859 und 936 (ehemalige Route nationale 636) und ist über eine Linie des Busnetzes Transports 64 über Oloron-Sainte-Marie und Mauléon-Licharre mit anderen Gemeinden des Départements verbunden.